# バトルスピリッツ コネクテッドバトラーズ
『バトルスピリッツ コネクテッドバトラーズ』（Battle Spirits CONNECTED BATTLERS）は、フリューより2022年4月14日に発売されたNintendo Switch / PlayStation 4用ゲームソフト。バンダイが展開するトレーディングカードゲームシリーズ『バトルスピリッツ』をテーマとしたコンピュータカードゲーム。

## 概要
『バトルスピリッツ』の家庭用ゲームとしては2010年8月5日にバンダイナムコゲームスより発売されたニンテンドーDS用ソフト『バトルスピリッツ デジタルスターター』以来であり、パッケージ版の特典としてゲームオリジナルPRカードが同梱されている点も同様である。
チュートリアル機能搭載により、初心者やシリーズから離れていたプレイヤーでもバトルが楽しめるようになっている他、同じ機種であればインターネット通信により離れたプレイヤーとの対戦も可能。バトルの環境は「転醒編」「真・転醒編」基準となっており、「転醒編 第1章」から「真・転醒編 第3章」までに登場したカードやそれ以前の一部のカード、合計1000種類以上のカードが収録されている。ただし実際のカードゲームと異なり、デッキの最大枚数・フィールドに配置できるカードの枚数・ブレイヴと合体(ブレイヴ)できるセット数に制限が設けられている。
当初の発売予定日は2022年1月20日としていたが、品質向上を理由として同年4月14日へと変更された。
書籍『バトルスピリッツ バトラーズガイド2022』では、ゲームのシステム・キャラクターなどの紹介の他、本ゲームで使えるプロダクトコードを付属。

## ゲームシステム
おおまかにストーリーモードと通信対戦モードからなる。
ストーリーモード
「虹宮トーヤ」を主人公とした本作オリジナルストーリー。シナリオは萬代耕士、キャラクターデザインは北風友裕が担当。
通信対戦モード
オンラインに対応した通信対戦が可能。こちらではアバターとして、ゲームのキャラクターの他に、アニメのキャラクターも一部使用可能。
ランダムマッチ
ランダムに選ばれたプレイヤー同士で対戦する。
ランクマッチ
選出された実力の近いプレイヤー同士でバトルを行い、ランクを上げていくレート戦。
ルームマッチ
パスワードを設定し、作成したルームでプレイヤー同士が遊ぶ。
ローカルマッチ
Nintendo Switch版のみ可能。近くに居る人同士で対戦ができる。
サブメニュー
チュートリアル
ルールや進行の確認が出来るモード。
デッキメニュー
デッキの作成・編集、スリーブやアクセサリーの変更が可能。
DLC追加カード
有料ダウンロードにて、「真・転醒編 第4章」等のカードを追加できる。
フリーバトル
ストーリーモードで対戦したキャラクターのデッキと、自由に練習バトルが出来る。
ショップ
カードや、スリーブやプレイシートといったアクセサリーを購入できる。

## ストーリー
開門高校一年生の虹宮(にじみや)トーヤは、親の仕事の都合で離れていたゲート市に5年ぶりに戻ってきた。
5年ぶりに幼馴染の白鳥(しらとり)ユウと再会するが、トーヤはユウとの約束を破りバトスピを引退していたためユウに失望されてしまう。
その後悔からトーヤは開門高校バトスピ部へと入部しバトスピに復帰。ユウへの再戦のため、「バトスピハイスクールチャンピオンシップ」に向けて努力を重ね強くなっていく。

## 登場キャラクター
書籍『バトルスピリッツ バトラーズガイド2022』では、キャラクター紹介や使用属性について紹介。

### 主要人物
虹宮 トーヤ （にじみや-）
声：田谷隼
開門高校1年生の少年。内気な性格だが正義感は強く困っている人を放っておけない。ユウとの約束を破った後悔から、バトスピ部への入部を決めた。キースピリットは「虹龍皇ドラグ・アンシェル」。
白鳥 ユウ （しらとり-）
声：須藤叶希
クールな性格の少女でトーヤの幼馴染。高校1年生ながらゲート市にあるバトスピの強豪校「海放学園」の絶対的エース。しかし、その毅然とした態度は自分のバトスピへの絶対的な自信に依拠する所が大きい。使う属性は主に白属性。キースピリットは「氷騎神ヴィブリンディ」。
六道 ソウジ（りくどう-）
声：橘龍丸
バトスピハイスクールチャンピオンシップを二連覇した王者。覚悟を持たないカードバトラーを『ぬるい』と見下し、自身も負けたらバトスピをやめる覚悟でいる。混色デッキの使い手。キースピリットは「魔神帝ゼラ＝フォロビア」。

### 開門高校
火和 ミツグ（ひより-）
声：秋葉佑
開門高校バトスピ部部長。トーヤとユウとは昔からの知り合いであり、トーヤにとっては兄貴分。赤属性の使い手。
雪下 セイジ（ゆきした-）
声：大野智敬
開門高校バトスピ部副部長。ルールに厳格な少年。将来の夢はプロのカードバトラーで、その厳格さゆえに一度バトスピを辞めたトーヤの入部に対して懐疑的な態度で接する。白属性の使い手。
暗騎 メイ（くらき-）
声：中村桜
開門高校3年生であるバトスピ部部員。常に余裕と気品を併せ持つ少女。紫属性の使い手。
海田 アクト（かいだ-）
声：小田皓介
開門高校2年生のバトスピ部部員。マイペースな少年で空気を読まない言動で呆れられることもある。青属性のデッキ破壊の使い手。
柏樹 フウコ（かしわぎ-）
声：阿部笑華
開門高校2年生のバトスピ部部員。気さくな姐御肌で後輩の面倒を見ることが大好き。トーヤに対しても特に面倒見が良く、後輩になら誰にでも優しい。反面、大の先輩嫌いで自分よりも上の学年に対する態度は常に辛辣で容赦がない。オマケに物怖じしない為、トーヤの主導権を巡って先輩のミツグやセイジ達とよくぶつかっており、特にメイとの仲は最悪。緑属性の使い手。
天ヶ咲 ヒカル（あまがさき-）
声：一潤
開門高校2年生のバトスピ部部員。温和な少年。その優しい人柄と熱い想いを秘めたバトルを行う腕前で部長からも一目置かれている。黄属性の使い手。

### カードリング
店長
声：田中健大
ゲート市にある老舗カードショップ『カードリング』店長。カードバトラー達の成長を優しく見守っている。
本名は阿暮（あぐれ）ケン。
多井 ショウタ（たい-）
声：青山玲菜
カードリングの常連である明るく素直な少年。トーヤとはバトルを通じて知り合い、彼を兄のように慕うようになるが、ある日友人がアンティバトラーの餌食になってしまう。

### その他のカードバトラー
菫乃 ネンジ（すみれの-）
声：山中真尋
海放学園バトスピ部員。面倒見のよい先輩。紫属性の使い手。
六呂 ケンタ（ろくろ-）
声：森なな子
王奮学院大学付属高校1年生の少年。六道ソウジを師匠とあおいでいる。
煌宮坂 テルオ（きらみやざか-）
声：金子隼人
王奮学院大学付属高校2年生の少年。ゲート市を荒らしていたアンティバトラーたちのまとめ役であり、カードを奪おうとする強欲な性格。勝利のためには大量のレアカードが必要であり、弱者には不要なものと考えている。
紫園 メグル（しおん-）
声：虎島貴明
富師学園2年生。2年連続で全国大会四国エリア代表に選ばれた実力者で好奇心旺盛な少年。紫属性の使い手。
宇緑 カケル（うろく-）
声：新祐樹
新則高校3年生。全国大会中国エリア代表カードバトラーで時間に厳しい少年。メグルとは顔見知りだが、仲はあまりよくない。緑属性の使い手。
尾白 マモル（おじろ-）
声：喜多田悠
創甲学院2年生。北海道エリア代表カードバトラーで、寡黙で武人肌だが、物事を判別する目を持つゆえに細かいことが気になる神経質な一面がある少年。白属性の使い手。
赤江 ホノカ（あかえ-）
声：高橋美咲子
蓮陣高校2年生。2年連続でエリア予選を勝ち抜いた全国大会近畿エリア代表カードバトラーで、柔らかな笑みが印象的な少女。赤属性の使い手。
詩華 ヒメ（うたはな-）
声：宮木南美
聖明女学園1年生。全国大会北陸エリア代表カードバトラーで、いつも元気いっぱい。中学時代からの知り合いである白鳥ユウを勝手に『ユッピ』と呼んでおり、ユウには少し苦手意識を抱かれている。黄属性の使い手で、黄色のカードには特別な思い入れを持つ。
青葉 レン（あおば-）
声：内田修一
京宗高校3年生。全国大会関東エリア代表カードバトラーで、昨年全国大会で準優勝した実力者。豪放磊落な性格で、実家が寺のためか言葉遣いが古い。青属性の使い手。

## 通信対戦モード用アバター
上記の登場キャラクター

馬神 弾
声：緒乃冬華

紫乃宮 まゐ
声：川澄綾子

月光のバローネ
声：浪川大輔

ガレット・レヴォ
声：櫻井孝宏

ヴァルト・パークス
声：福山潤